# Ревда (город)
Ревда́ — город областного значения в европейской части Свердловской области России, административный центр одноимённого муниципального округа.
Город расположен на берегах Ревдинского пруда и реки Ревды, у впадения её в реку Чусовую. Ревду называют «Первым городом Европы» — она находится ближе всех иных городов к условной границе между Европой и Азией.
Железнодорожная станция на линии Казань — Екатеринбург, в 43 километрах к западу от Екатеринбурга, рядом с Первоуральском.
Распоряжением Правительства РФ от 29 июля 2014 года № 1398-р «Об утверждении перечня моногородов» город включён в категорию «Монопрофильные муниципальные образования Российской Федерации (моногорода) с наиболее сложным социально-экономическим положением».

## Герб и флаг
Герб
В рассечённом серебряном и зелёном поле на трёхверхой горе переменных цветов чёрный медведь и серебряный соболь, поддерживающие знак железа в виде кольца тех же переменных цветов, увенчанного древним наконечником стрелы.
Флаг
Полотнище с соотношением сторон 2:3 разделено по вертикали на две равные части, белую и зелёную, несёт изображение фигур герба Ревдинского района: зелёно-белый знак железа, поддерживаемый чёрным медведем и белым соболем; флаг имеет вдоль нижнего края полосу в 1/5 своей высоты, также разделённую по вертикали на две равные части — зелёную и белую.

## История

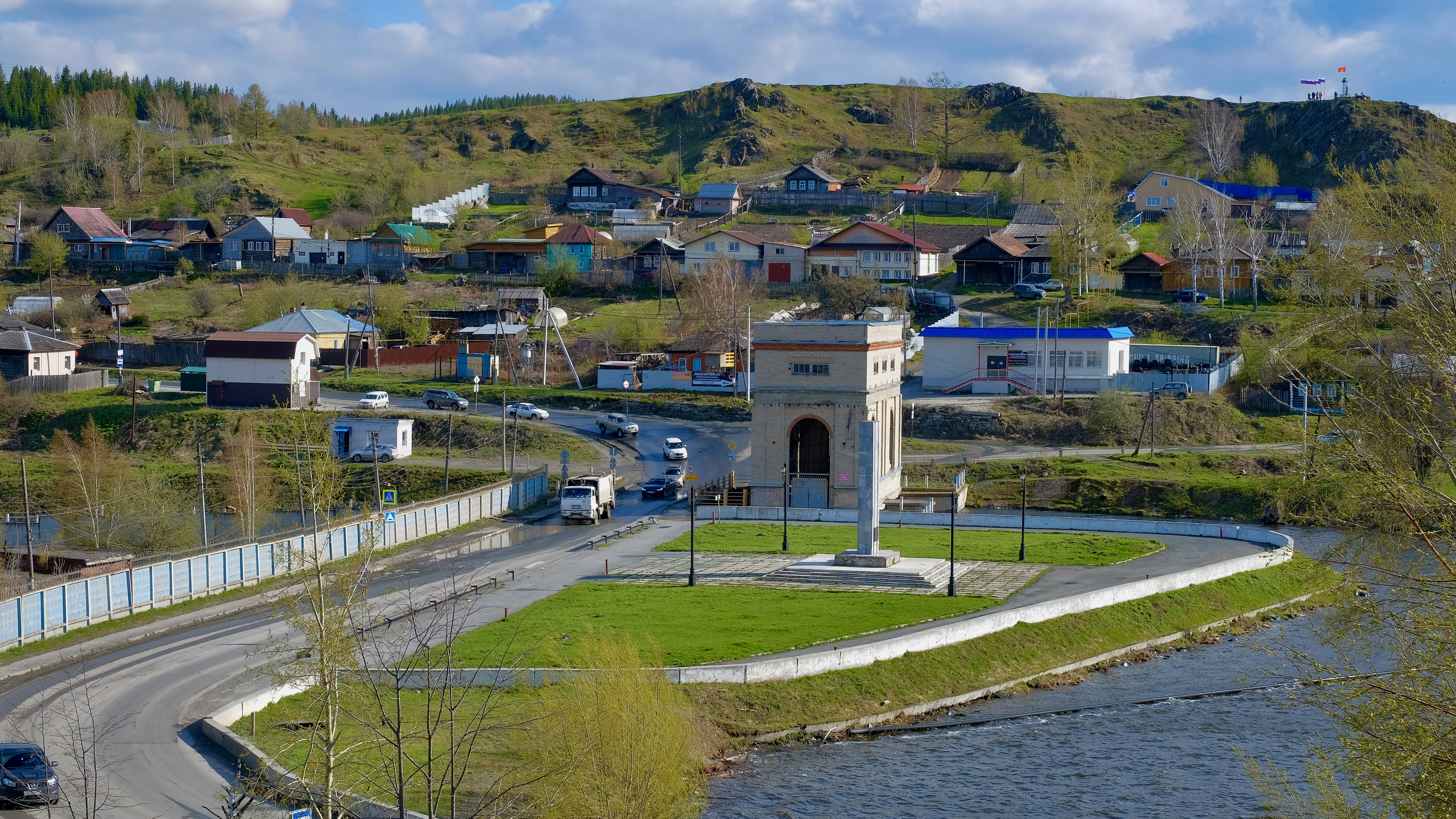
Плотина заводского пруда

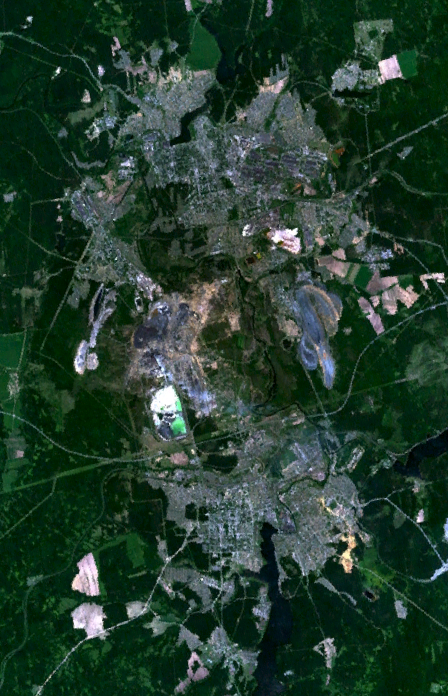
Вид на Ревду (внизу) и Первоуральск (вверху) из космоса

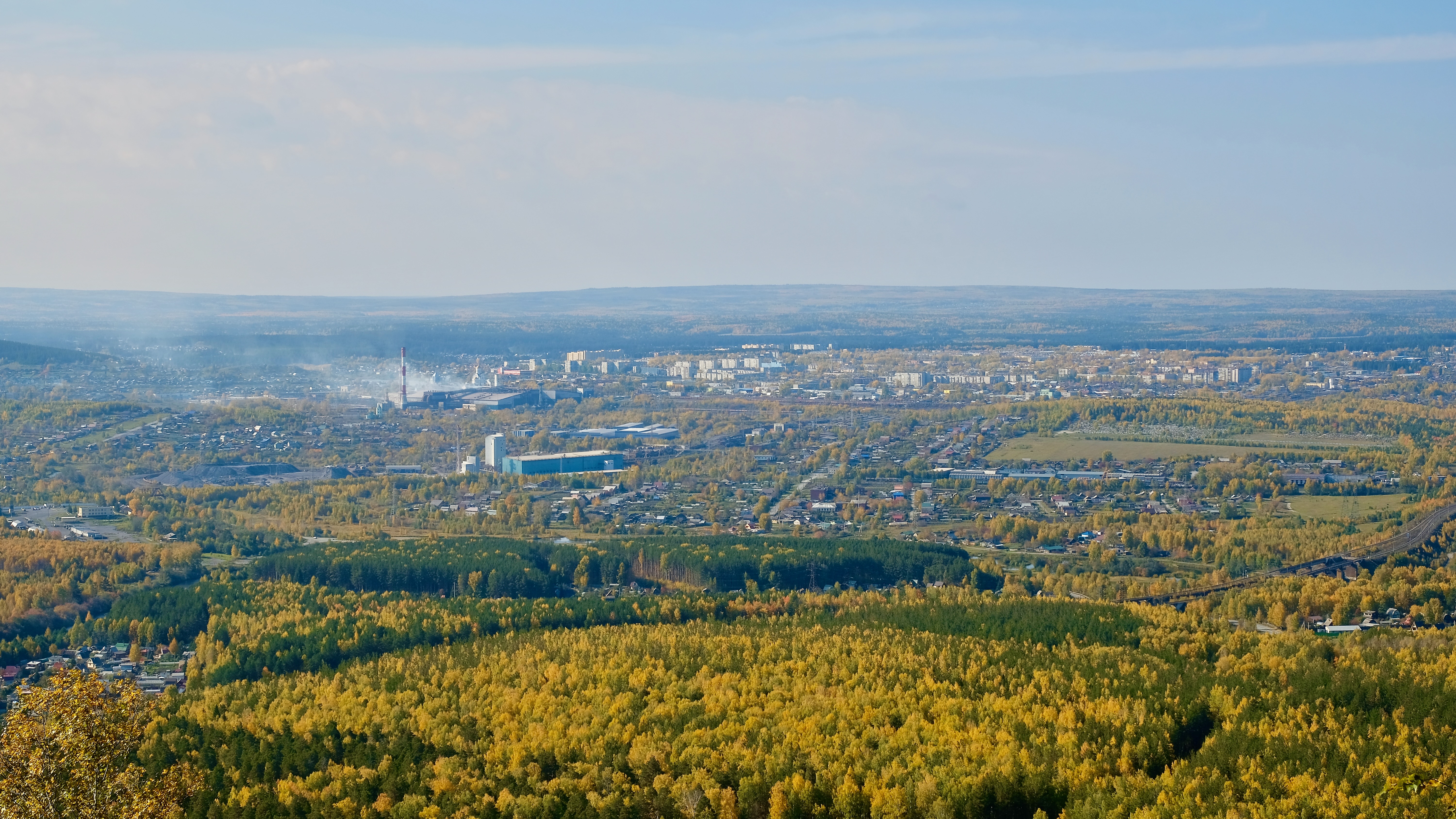
Вид на Ревду с вершины Волчихи

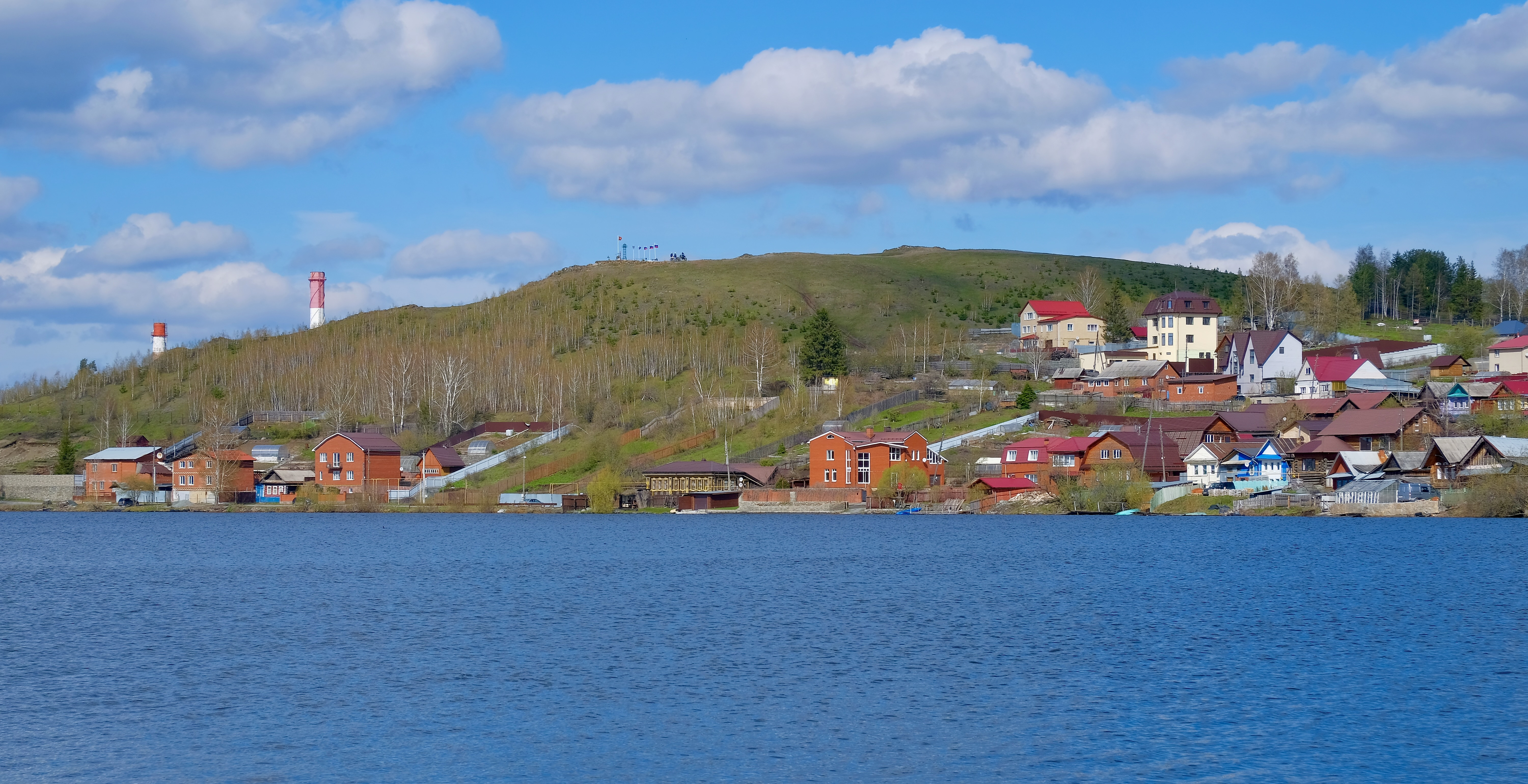
Ревдинский пруд и Лысая гора

Ревда — один из старейших городов Урала. Датой основания считается 1 сентября 1734 года — день, когда домна в посёлке, построенном Акинфием Демидовым, дала первый чугун — 6 пудов.
Люди на этой территории тут появились давно. Археологами было найдено несколько стоянок древнего человека (одна из них — на мысу при слиянии рек Чусовой и Ревды). Очень интересна находка трех курганов к югу от Ревды. В 1898 году курганы обследовались смотрителем Ревдинского завода А. М. Козыриным. При разведке в одном из курганов он обнаружил останки человека и коня. Рядом лежали бронзовый меч, металлические части сбруи. Находки были переданы в Екатеринбургский музей. Их отнесли ко второй половине первого тысячелетия до нашей эры. В XVIII веке, до покупки земель Демидовым и строительства завода, эта территория принадлежала башкирам.
В 1841 году на заводе были волнения крепостных углежогов Марии Демидовой. Из Екатеринбурга прибыли две роты Оренбургского линейного батальона № 14 для их подавления. Восставшие углежоги закидали команду слитками чугуна и камнями, в результате чего ушибы получили командир, два офицера и 17 рядовых. В ответ войсковое соединение открыло огонь из ружей и пушки. Со стороны восставших по отчёту чиновников погибли 33 человека и были ранены 62 человека. В память о погибших углежогах названа улица Возмутителей. Согласно «Памятной Н. Умнова», 15 апреля было убито 160 мужчин, 5 женщин, 2 девочки и 2 мальчика.
В 1873 году в Ревде насчитывалось 1622 двора, в которых проживало 4314 мужчин и 4803 женщины. В деревне Барановой (ныне территория железнодорожной станции Верхний горизонт) насчитывалось 36 дворов, где проживало 122 мужчины и 90 женщин.
В городе располагались — 2 православные и 1 единоверческая церкви, 1 православная часовня, волостное правление, приходское училище, чугуноплавильный и железоделательный заводы, катальная и расковочная фабрики, кузница, пристани и базары по понедельникам.
В 1929 году рабочему поселку Ревда был присвоен статус посёлка городского типа. Статус города был присвоен 3 мая 1935 года.
1 февраля 1963 года Совет депутатов трудящихся города Ревды передан в подчинение Свердловскому областному Совету депутатов трудящихся.

## Промышленность
В Ревде имеется 13 крупных и средних промышленных предприятий металлургической промышленности, строительного комплекса, производства кабельной продукции, распределения электроэнергии и воды. В Ревде существует четыре градообразующих предприятия, принадлежащие двум крупным промышленным холдингам.
Уральской горно-металлургической компании:
- Среднеуральский медеплавильный завод (СУМЗ);
- Ревдинский кирпичный завод (РКЗ);
- Ревдинский завод по обработке цветных металлов (РзОЦМ).

Группа НЛМК:
- НЛМК-Урал (Ревдинский метизно-металлургический завод в дивизионе НЛМК-Сорт);
- Вторчермет НЛМК Урал, Ревдинский участок (в дивизионе НЛМК-Сорт);
- НЛМК-Метиз (в дивизионе НЛМК-Сорт);
- НЛМК-Урал Сервис (в дивизионе НЛМК-Сорт).

## Население
| 1873    | 1926    | 1931    | 1939    | 1959    | 1962    | 1967    | 1970    | 1973    | 1976    | 1979    | 1982    | 1986    |
| ------- | ------- | ------- | ------- | ------- | ------- | ------- | ------- | ------- | ------- | ------- | ------- | ------- |
| 9117    | ↗10 000 | ↗11 300 | ↗32 000 | ↗54 870 | ↗57 000 | →57 000 | ↗59 114 | ↗60 000 | ↗62 000 | ↗62 943 | ↗64 000 | ↗66 000 |
| 1987    | 1989    | 1992    | 1996    | 1998    | 2000    | 2001    | 2002    | 2003    | 2005    | 2006    | 2007    | 2008    |
| →66 000 | ↘65 757 | ↗66 100 | ↘65 400 | ↘65 300 | ↗65 400 | →65 400 | ↘62 667 | ↗62 700 | ↘62 000 | ↘61 900 | ↘61 800 | ↘61 700 |
| 2009    | 2010    | 2011    | 2012    | 2013    | 2014    | 2015    | 2016    | 2017    | 2018    | 2019    | 2020    | 2021    |
| ↗61 731 | ↗61 875 | ↗61 900 | ↘61 775 | ↗61 826 | ↗61 974 | ↗62 209 | ↗62 395 | ↗62 632 | ↗62 687 | ↘62 326 | ↘61 533 | ↘60 200 |
| 2023    |         |         |         |         |         |         |         |         |         |         |         |         |
| ↘59 521 |         |         |         |         |         |         |         |         |         |         |         |         |

Общая численность населения города Ревда по состоянию на 1 октября 2021 год составляет 60 736 человек. Среднестатистический возраст мужчин — 35 лет, женщин — 40. Коэффициент смертности составляет 11,66 человек на 1000 населения, что значительно превышает рождаемость, которая остановилась на пороге отметки в 9,54. Миграционное сальдо положительное и составляет 2,12 человек на 1000 населения. Уровень безработицы в Ревде составляет 5,7 %.
На 1 января 2022 года по численности населения город находился на 273-м месте из 1115 городов России.

## Культура

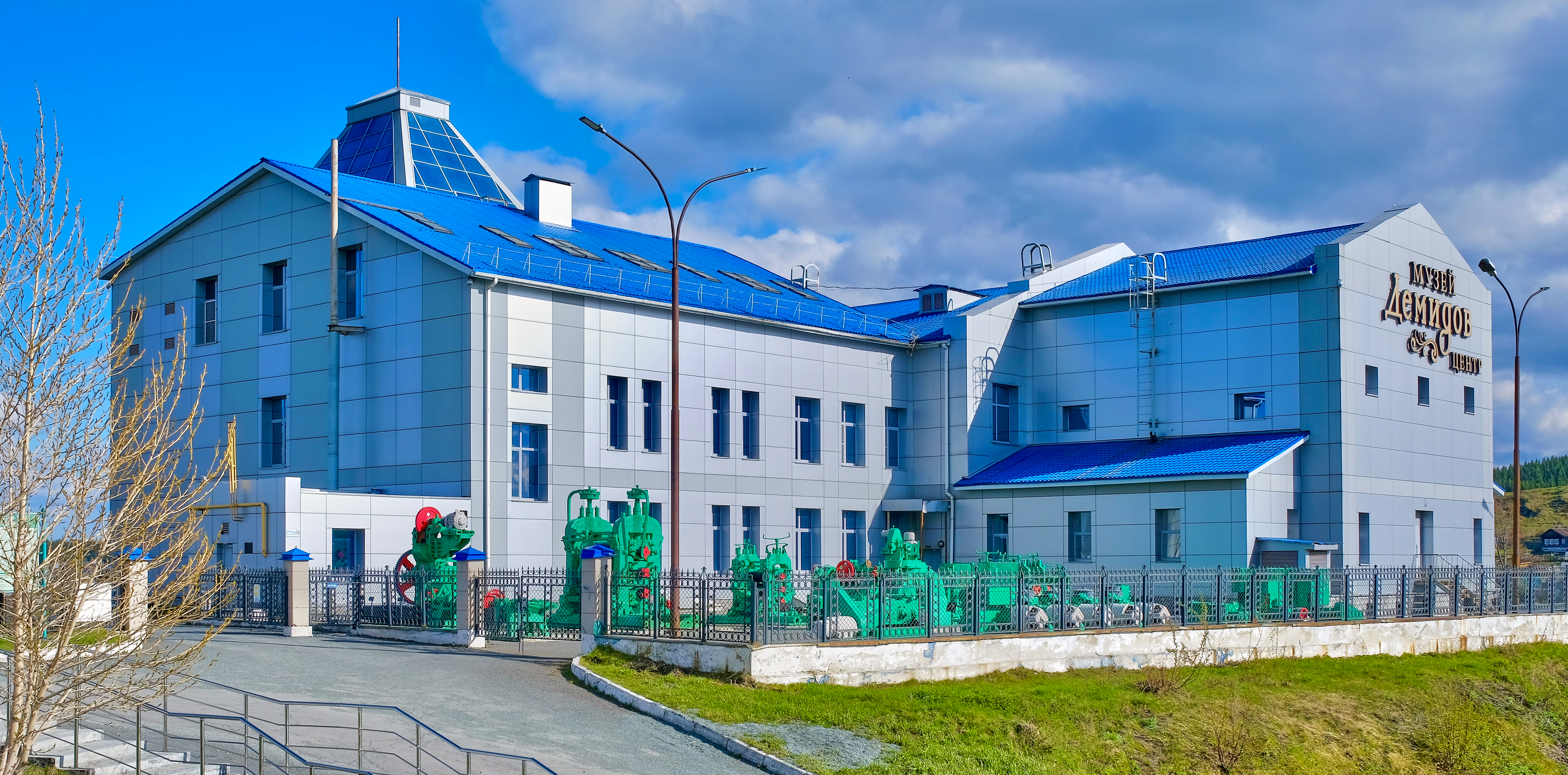
Музей «Демидов-Центр»

- Ревдинский историко-краеведческий музей «Демидов-центр»
- МАУ «Дворец культуры городского округа Ревда»
- Несколько культурных и досуговых центров
- Музыкальный театр «Гастион»
- Кинотеатр в развлекательном центре «Кин-Дза-Дза»
- Филиал Екатеринбургской филармонии
- МБУК «Централизованная библиотечная система», в которую входят 11 библиотек (Центральная городская библиотека, Центральная городская детская библиотека, 3 городские библиотеки, 2 детские библиотеки, 3 сельские библиотеки и 1 специальная библиотека для слепых)
- Городской парк
- Парк культуры «Победа»
- Еланский парк
- Парк им. Чехова

## Транспорт

### Общественный транспорт
В Ревде действуют 7 городских, 5 пригородных и 1 междугородный маршрут.
Городские маршруты:
- № 1 «Автостанция — СУМЗ»
- № 2/9 «Совхоз — РЗМИ — Автостанция — Железнодорожный вокзал»
- № 3 «Автостанция — Кирзавод»
- № 4 «Автостанция — Заводская»
- № 5 «Автостанция — Металлистов»
- № 7 «Автостанция — ул. Максима Горького — РзОЦМ»
- № 8 «Автостанция — Лесничество»

Пригородные маршруты:
- № 101/66 «Ревда — Дегтярск»
- № 102/66 «Ревда — Первоуральск»
- № 103 «Ревда — Краснояр»
- № 105 «Ревда — Гусевка» (сезонный с мая по октябрь)
- № 151/66 «Ревда — Екатеринбург»

Междугородный маршрут:
- № 651/66 «Ледянка — Ревда — Екатеринбург»

Межмуниципальные маршруты внесены в Реестр межмуниципальных (пригородных и междугородных) маршрутов регулярных пассажирских перевозок автомобильным транспортом и обозначаются «Номер маршрут/66».

### Железнодорожное сообщение

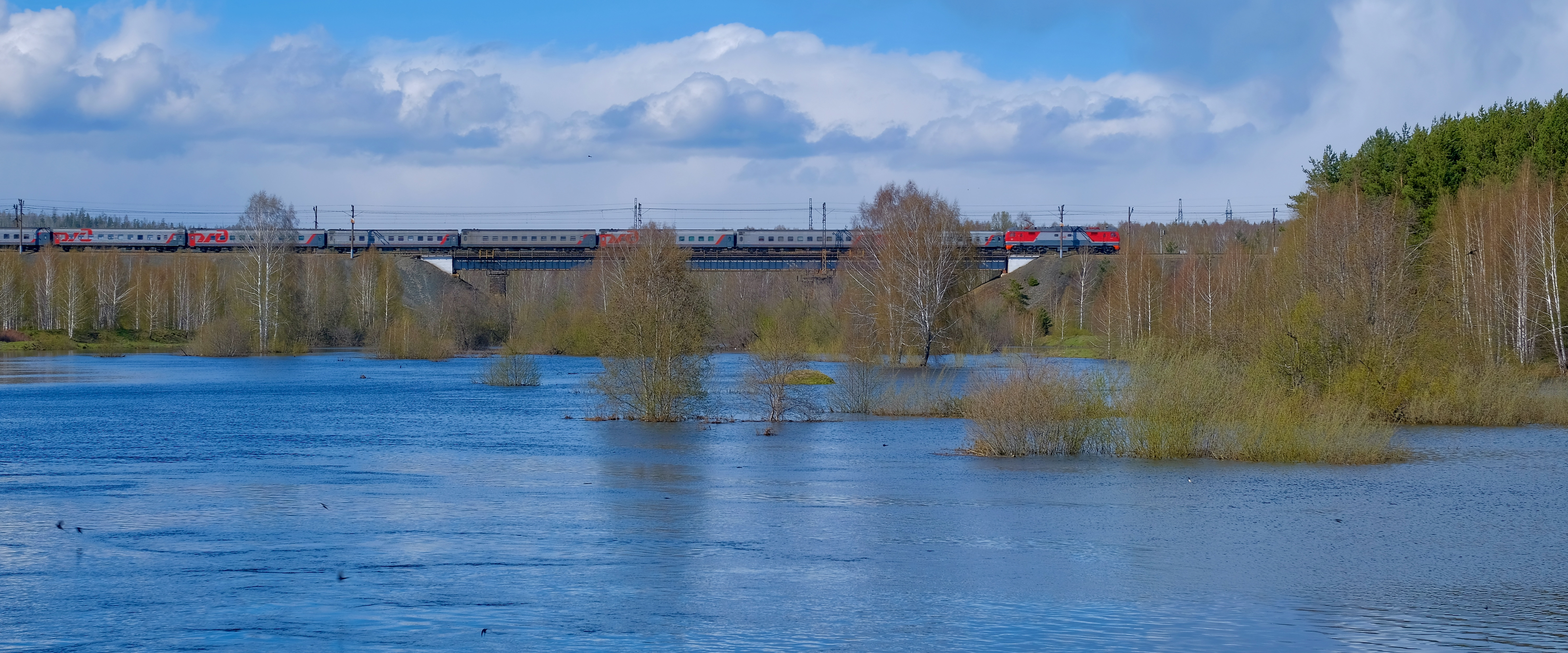
Железнодорожный мост через Чусовую

Через Ревду проходит железнодорожная магистраль, связывающая Екатеринбург (через Казань) с Москвой (Казанский вокзал). Железнодорожная станция Ревда находится на линии Екатеринбург — Дружинино — Казань — Москва. Расположена в 1612 километрах от Москвы.
Первоначально нынешняя желознодорожная станция называлась Капралово. Есть три версии происхождения названия.
1. Из-за расположенных вблизи медных рудников в деревне Капраловской. «Путеводитель по Уралу» за 1889 год пишет, что в 1714 году отставной капрал Сергей Бабин нашёл на правом берегу реки Чусовой медную руду. В 1723 году открылись рудники: Елизаветинский — у деревни Подволощной и Капраловский, откуда была добыта руда и выплавлено 643 пуда меди. Руда оказалась бедной и рудники вскоре закрыли, но название осталось. Также упоминание о медном деле на Ревдинском заводе часто встречается в документах тех лет, например, в «Материалах географии и статистики России…» за 1860 год. Там указано, что выплавлено 251 ¾ пуда меди на сумму 2517 золотых рублей.
2. По версии Ф. Н. Мамонтова, станция была названа в честь мастера, погибшего в первые годы эксплуатации дороги.
3. Станция названа в честь инженера Капралова, погибшего при строительстве тоннеля на линии между остановочными пунктами Спортивная и Пионерская. Станция же Ревда изначально располагалась на месте нынешней станции Первоуральск.

Ф. П. Доброхотов свидетельствует, описывая главную линию Пермской железной дороги, что между разъездом № 70 (ныне станция Подволошная) и разъездом № 71 (ныне остановочный пункт Вершина) находится станция Ревда. Такая путаница возникла из-за того что при строительстве Пермской железной дороги возникли разногласия между инженером дороги и управляющим Шайтанскими заводами. На прокладке колеи работало много пришлых людей, поэтому инженер попросил управляющего разместить рабочих в заводском посёлке на зимнее время, однако управляющий поставил условие: подвести ж/д ветку к заводу, инженер же не принял такое условие и ему отказали в предоставлении жилья для рабочих. Людей пришлось расквартировать в деревнях Ревдинской заводской дачи. В отместку шайтанскому заводоуправлению инженер присвоил станции название Ревда.
После гражданской войны станцию переименовали в Хромпик, так как рядом располагался хромпиковый завод, впоследствии переименованную в станцию Первоуральск, а станцию Ревду перенесли на место нынешней заводской станции Верхний Горизонт.
Ещё раньше на этом месте находилась станция Барановская, которая была соединена со станцией Подволошной (тогда разъезд № 70). Эта линия была построена в 1909 году вместе с дорогой Екатеринбург — Кунгур — Пермь. Хотя П. Н. Белоглазов пишет, что линию строили в 1915 году одновременно с линией Дружинино — Екатеринбург. Логично было бы считать, что линию построили в 1909 году, так как последний сплав продукции заводов был в 1910 году. Если дорогу строили в 1915 году, то остаётся открытым вопрос, как отправляли продукцию с 1910 по 1915 год.
Первые поезда на линии Екатеринбург — Казань пошли 1 июля 1920 года, 2 января 1925 года станция Ревда Казанбургской линии Московско-Казанской железной дороги была переименована в станцию Капралово. Первый пригородный поезд отправился 25 мая 1937 года в 7:50 (до этого ходили только грузовые поезда). В 1959 году электрифицирована линия Дружинино — Свердловск, тогда же пущены электропоезда. В 1963 году станцию переименовали в Ревду. В 1980 году построен новый вокзал из стекла и бетона.

## СМИ и телекоммуникации

### Газеты
В Ревде выходят следующие газеты:
- «Городские вести» (с 1994 г., ООО «Городские вести»). Дни выхода: среда и пятница. Оперативные новости, видео и обсуждение статей на информационном интернет-портале газеты.
- Рекламная газета «Штука». Дни выхода: понедельник.
- «Ревдинский рабочий». Принадлежит УГМК. Издание стало широко известным в интернете из-за приёма составлять из заголовков статей на первых страницах выпусков осмысленный текст[34][35].
- «Абсолют info» выходит с 2015 года два раза в месяц, тираж 5000 экз.

### Радио[36]
- Радио Майяма — 94.0 МГц.
- Радио Дача (Урал Медиа) — 94.5 МГц.

### Телевидение
Кабельное телевидение «Единство» осуществляет приём спутниковых каналов. Вещание через кабельную сеть — более 50 каналов. Также «Единство» начало вещание телеканалов в цифровом формате.
Есть информационная программа собственного производства — «Новости телекомпании „Единство“», которая выходит в будни в 07:00, 19:20 и в 22:00. В субботу — в 14:00. Вещание производится через кабельную сеть на федеральном московском телеканале «360°». Все сюжеты информационной программы, а также материалы газеты «Информационная неделя» размещаются на портале «Ревда-Новости».

### Интернет-провайдеры
Доступа к сети Интернет в Ревде предоставляют компании:
- Convex,
- «Билайн»,
- «Единство»,
- «Интерра»,
- «К Телеком»,
- «Ростелеком».

## Экологическая ситуация

### Атмосферный воздух
Наибольшее количество загрязняющих веществ выбрасывалось в атмосферный воздух на предприятиях по производству меди и чугуна, ферросплавов, стали, проката.
На автоматической станции контроля за загрязнением атмосферного воздуха в Ревде, расположенная в переулке Больничном, в бывшем больничном парке, в 2018 году отмечались превышения нормативов по диоксиду серы, диоксиду азота и оксиду азота.
Максимальная разовая концентрация диоксида азота за год превысила норматив в 1,4 раза, повторяемость превышения предельно допустимой максимальной разовой концентрации диоксида азота за год составила менее 0,1 %. Максимальная среднесуточная концентрация диоксида азота за год превысила норматив в 2,4 раза. Повторяемость превышения среднесуточной предельно допустимой концентрации диоксида азота за год составила 21,3 %.
Максимальные среднесуточные концентрации за год превысили установленные нормативы по диоксиду серы в 1,7 раза и по оксиду азота в 2,3 раза. Повторяемости превышения среднесуточных предельно допустимых концентраций за год составили: по диоксиду серы — 8,3 %, по оксиду азота — 2,2 %.
Содержание в атмосферном воздухе пыли мелкодисперсной и оксида углерода не превысило установленные нормативы.
В 2018 г. по сравнению с 2017 г. среднегодовые концентрации диоксида азота (0,6 ПДКсс), оксида азота (0,1 ПДКсс) и оксида углерода (0,1ПДКсс) не изменились.
Среднегодовая концентрация диоксида серы в 2018 г. составила 0,5 ПДКсс.
| № строки | Наименование предприятия                                | Объём выбросов в 2015 году (тыс. т) | Объём выбросов в 2016 году (тыс. т) | Объём выбросов в 2017 году (тыс. т) |
| -------- | ------------------------------------------------------- | ----------------------------------- | ----------------------------------- | ----------------------------------- |
| 1.       | Городской округ Ревда, всего                            | 6,2                                 | 9,2                                 | 8,0                                 |
| 2.       | в том числе: ОАО «Среднеуральский медеплавильный завод» | 3,1                                 | 3,0                                 | 3,4                                 |
| 3.       | АО «НЛМК-Урал»                                          | 1,7                                 | 2,3                                 | 2,6                                 |

### Забор свежей воды и водоотведение
Забор свежей воды предприятиями Ревды осуществляется из Ревдинского водохранилища, реки Чусовой. На долю городского округа приходится 11,69 млн м³ использованной воды (1,8 % от общего использования воды Свердловской областью). Наиболее крупными водопользователями являются: УМП «Водоканал», ПАО «Среднеуральский медеплавильный завод», АО «НЛМК-Урал». В общем водоотведении доля загрязненных недостаточно очищенных сточных вод составляет 74,9 %, нормативно-очищенных — 25,1 %. За период 2013—2017 гг. сброс загрязнённых сточных вод сократился на 1,16 млн м³ (14,4 %). На территории ГО Ревда действуют 6 очистных сооружений (биологической очистки — 1, механической очистки — 4 и физико-химической очистки — 1) суммарной проектной мощностью 15,67 млн куб. м/год. Фактический объём сточных вод, поступающих в поверхностные водные объекты после очистных сооружений, составил 6,94 млн м³. Нормативную очистку сточных вод обеспечивают очистные сооружения механической очистки ОАО «Ревдинский кирпичный завод» (суммарная проектная мощность очистных сооружений — 1,2 млн куб. м/год) и очистные сооружения физико-химической очистки АО «НЛМК-Урал» (проектная мощность очистных сооружений — 0,02 млн куб. м/год). Основные вкладчики в загрязнение водных объектов (в скобках указана доля сброса загрязненных сточных вод предприятия в общем сбросе загрязнённых сточных вод ГО Ревда): УМП «Водоканал» — 4,77 млн м³ (69,3 %); ОАО «Среднеуральский медеплавильный завод» — 2,1 млн м³ (30,5 %).
| № строки | Год  | Водоотведение в поверхностные водные объекты (млн. м³) | Водоотведение в поверхностные водные объекты (млн. м³) | Водоотведение в поверхностные водные объекты (млн. м³) | Водоотведение в поверхностные водные объекты (млн. м³) | Водоотведение в поверхностные водные объекты (млн. м³) | Водоотведение в поверхностные водные объекты (млн. м³) | Масса сброса загрязняющих веществ (тыс. т) |
| № строки | Год  | всего                                                  | загрязненных                                           | загрязненных                                           | загрязненных                                           | нормативно чистых (без отчистки)                       | нормативно очищенных                                   | Масса сброса загрязняющих веществ (тыс. т) |
| № строки | Год  | всего                                                  | всего                                                  | без отчистки                                           | недостаточно очищенных                                 | нормативно чистых (без отчистки)                       | нормативно очищенных                                   | Масса сброса загрязняющих веществ (тыс. т) |
| -------- | ---- | ------------------------------------------------------ | ------------------------------------------------------ | ------------------------------------------------------ | ------------------------------------------------------ | ------------------------------------------------------ | ------------------------------------------------------ | ------------------------------------------ |
| 1.       | 2013 | 8,36                                                   | 8,04                                                   | 0                                                      | 8,04                                                   | 0,24                                                   | 0,08                                                   | 6                                          |
| 2.       | 2014 | 7,82                                                   | 7,52                                                   | 0                                                      | 7,52                                                   | 0,23                                                   | 0,07                                                   | 6,1                                        |
| 3.       | 2015 | 7,22                                                   | 7                                                      | 0                                                      | 7                                                      | 0,14                                                   | 0,08                                                   | 5,6                                        |
| 4.       | 2016 | 7,02                                                   | 6,85                                                   | 0                                                      | 6,85                                                   | 0,11                                                   | 0,06                                                   | 5                                          |
| 5.       | 2017 | 7,07                                                   | 6,88                                                   | 0                                                      | 6,88                                                   | 0,13                                                   | 0,05                                                   | 4,6                                        |
| 6.       | 2018 | 7,55                                                   | 7,40                                                   | 0                                                      | 7,40                                                   | 0,09                                                   | 0,06                                                   | 4,7                                        |
| 7.       | 2019 | 7,27                                                   | 5,24                                                   | 0                                                      | 5,24                                                   | 0                                                      | 2,03                                                   | 4,5                                        |
| 8.       | 2020 | 7,78                                                   | 5,83                                                   | 0                                                      | 5,83                                                   | 0                                                      | 1,95                                                   | 4,7                                        |

В общем водоотведении доля загрязненных недостаточно очищенных сточных вод составляет 74,9 %, нормативно очищенных — 25,1 %.
За период 2016—2020 гг. сброс загрязненных сточных вод сократился на 1,02 млн м³ (14,9 %).
Государственной программой Свердловской области «Развитие жилищно-коммунального хозяйства и повышение энергетической эффективности в Свердловской области до 2024 года», утвержденной Постановлением Правительства Свердловской области от 29.10.2013 No 1330-ПП предусмотрена реконструкция и модернизация очистных сооружений хозяйственно-питьевого водоснабжения в городе Ревде (срок окончания — 2020 г.).

### Воздействие предприятий на загрязнение окружающей среды
ОАО «Среднеуральский медеплавильный завод» ‒ на 0,4 тыс. т (на 13,3 %) в связи с проведением инвентаризации источников выбросов и увеличением производства медного концентрата;
ООО «Горкомхоз» — на 0,38 тыс. т (на 43,7 %) в связи с увеличением количества отходов, размещенных на полигоне ТБО;
АО «НЛМК ‒ Урал» — на 0,3 тыс. т (на 13 %) в связи с увеличением объёма продукции;
В Ревде официально не зарегистрированы общественные экологические организации, однако строительство в черте города нового электросталеплавильного цеха на ЗАО НСММЗ спровоцировало протестные настроения среди населения, проживающего в непосредственной близости от завода.
В Ревде расположены три предприятия холдинга «Уральская горно-металлургическая компания» (УГМК): ОАО «Среднеуральский медеплавильный завод» (СУМЗ), ОАО ОЦМ и ОАО «Ревдинский кирпичный завод». В Ревде ОАО СУМЗ закончил строительство сернокислотного цеха, что позволило снизить объёмы выброса диоксида серы.

### Образование отходов
По данным 56 хозяйствующих субъектов городского округа Ревда, представивших сведения для ведения Кадастра отходов, за 2020 г. образовано 3241,39 тыс. т отходов.
Образование отходов I—IV классов опасности составило 1089,47 тыс. т, из них I класса опасности — 0,004 тыс. т; II класса опасности — <0,001 тыс. т; III класса опасности — 7,19 тыс. т; IV класса опасности — 1082,27 тыс. т. Образование коммунальных отходов составило 24,05 тыс. т, в том числе твердых коммунальных отходов — 16,47 тыс. т.
Максимальное количество отходов в 2020 году образовано следующими хозяйствующими субъектами:
ПАО «Среднеуральский медеплавильный завод» — 2244,31 тыс. т отходов, в том числе отходов обогащения шлака медеплавильного производства при получении медных концентратов V класса опасности — 1493,23 тыс. т, шлаков плавки медьсодержащего сырья в печах Ванюкова и конвертерах при производстве черновой меди IV класса опасности — 634,22 тыс. т;
ОАО «Первоуральский динасовый завод» (карьер «Южный») — 511,28 тыс. т скальных вскрышных пород кремнистых V класса опасности;
АО «НЛМК-Урал» — 364,57 тыс. т отходов, в том числе шлаков сталеплавильных IV класса опасности — 310,64 тыс. т.
Количество утилизированных отходов составляет 3540,56 тыс. т.

## Галерея

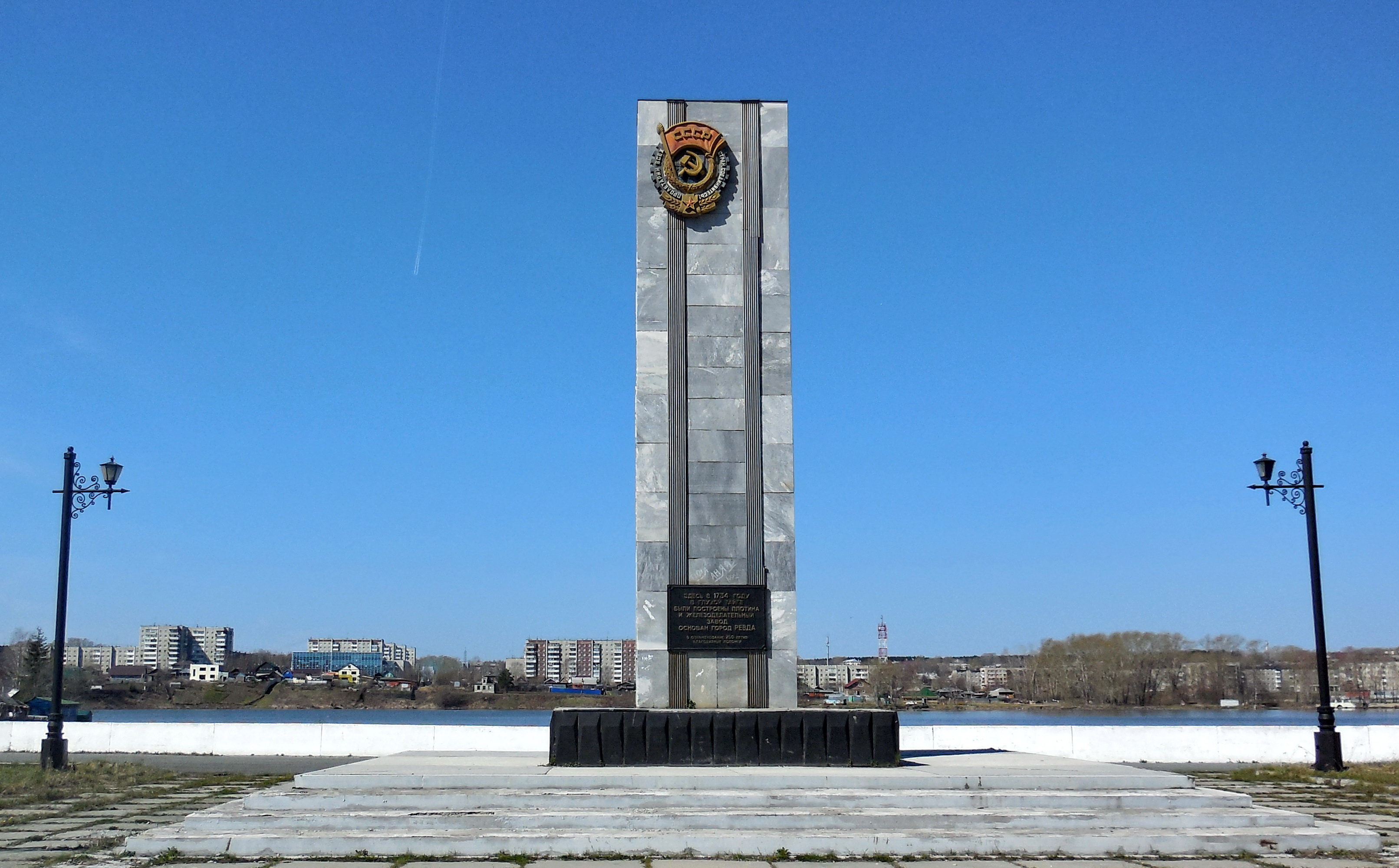
Стела в честь основания города
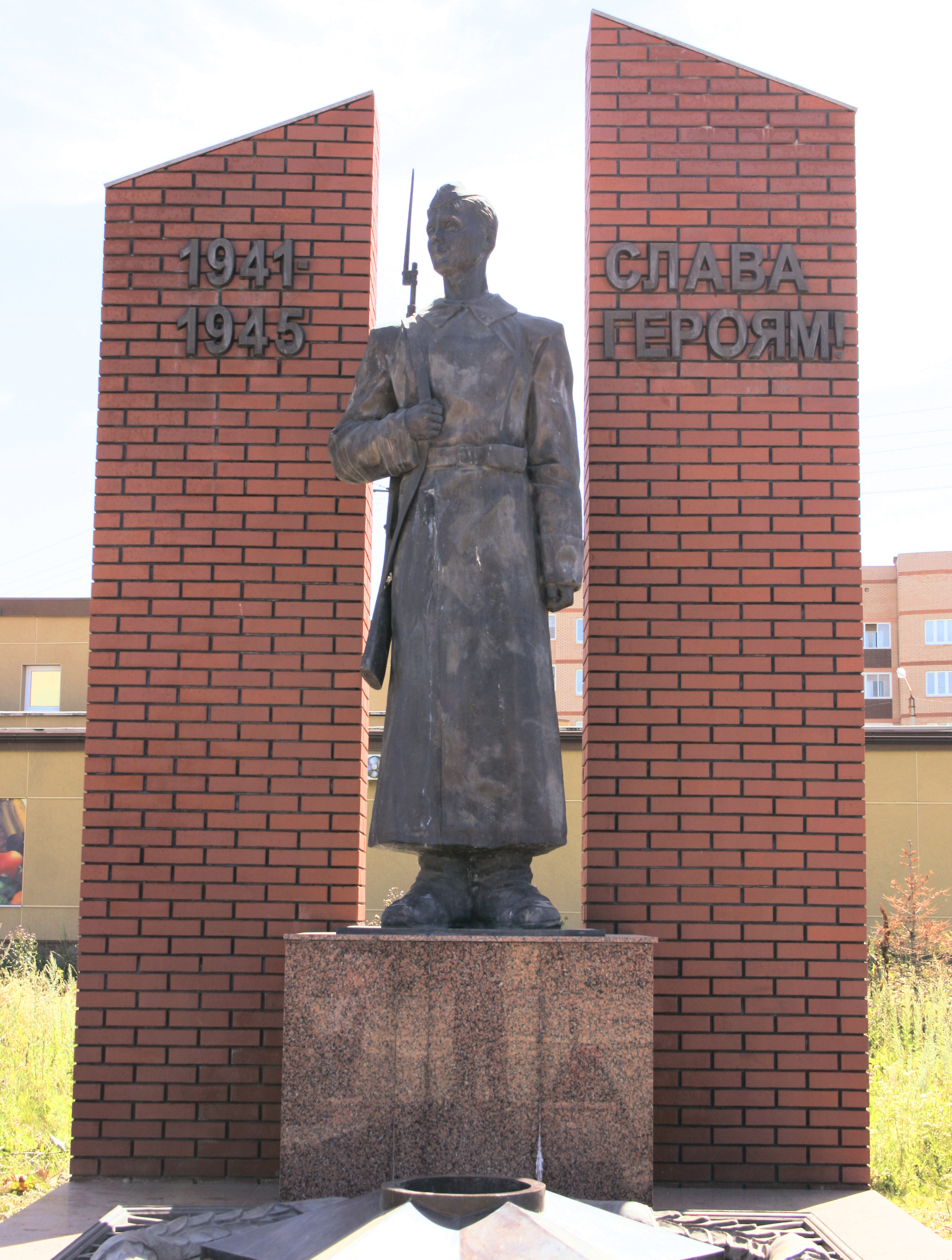
Воинский мемориал
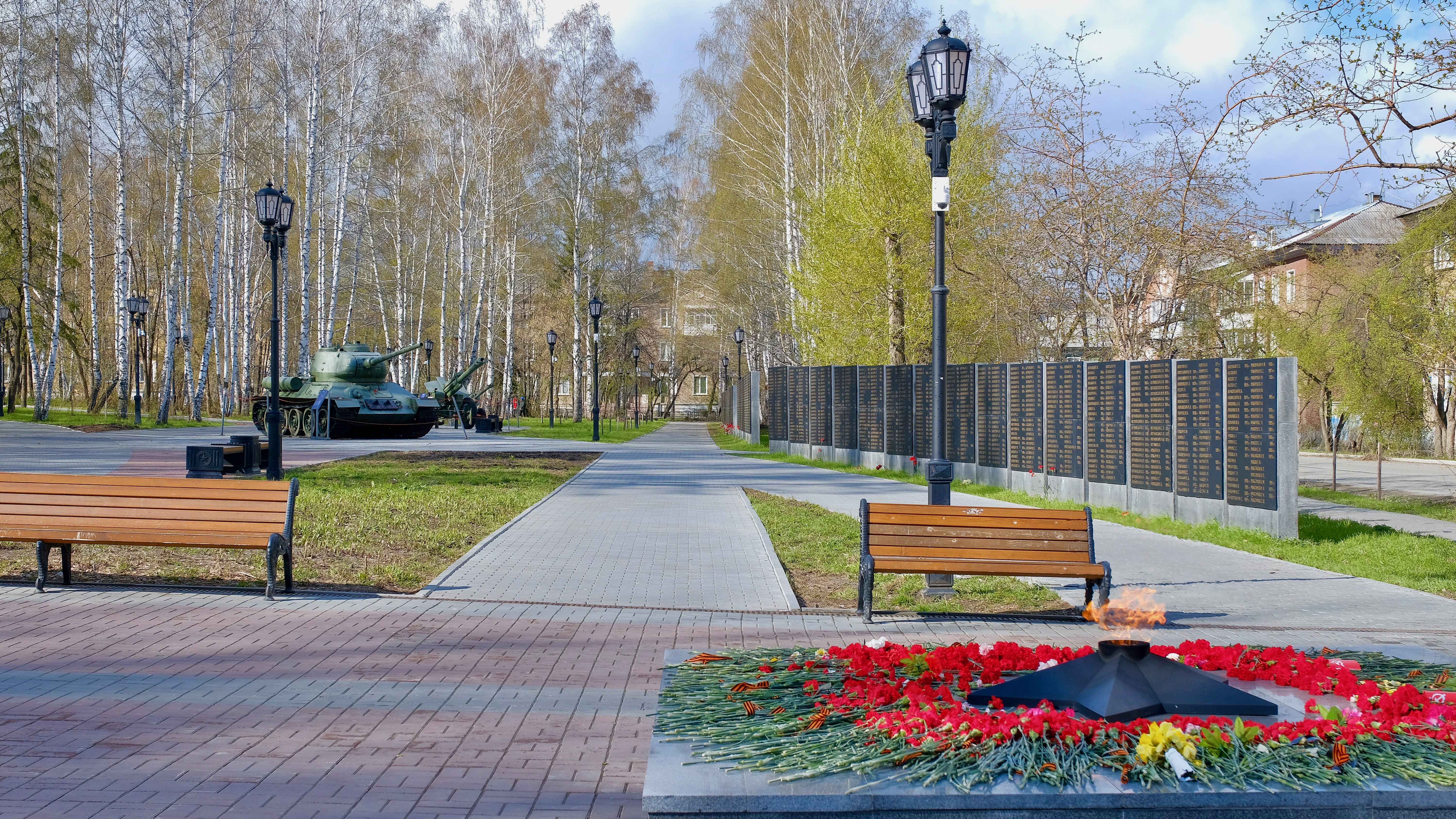
Парк Победы
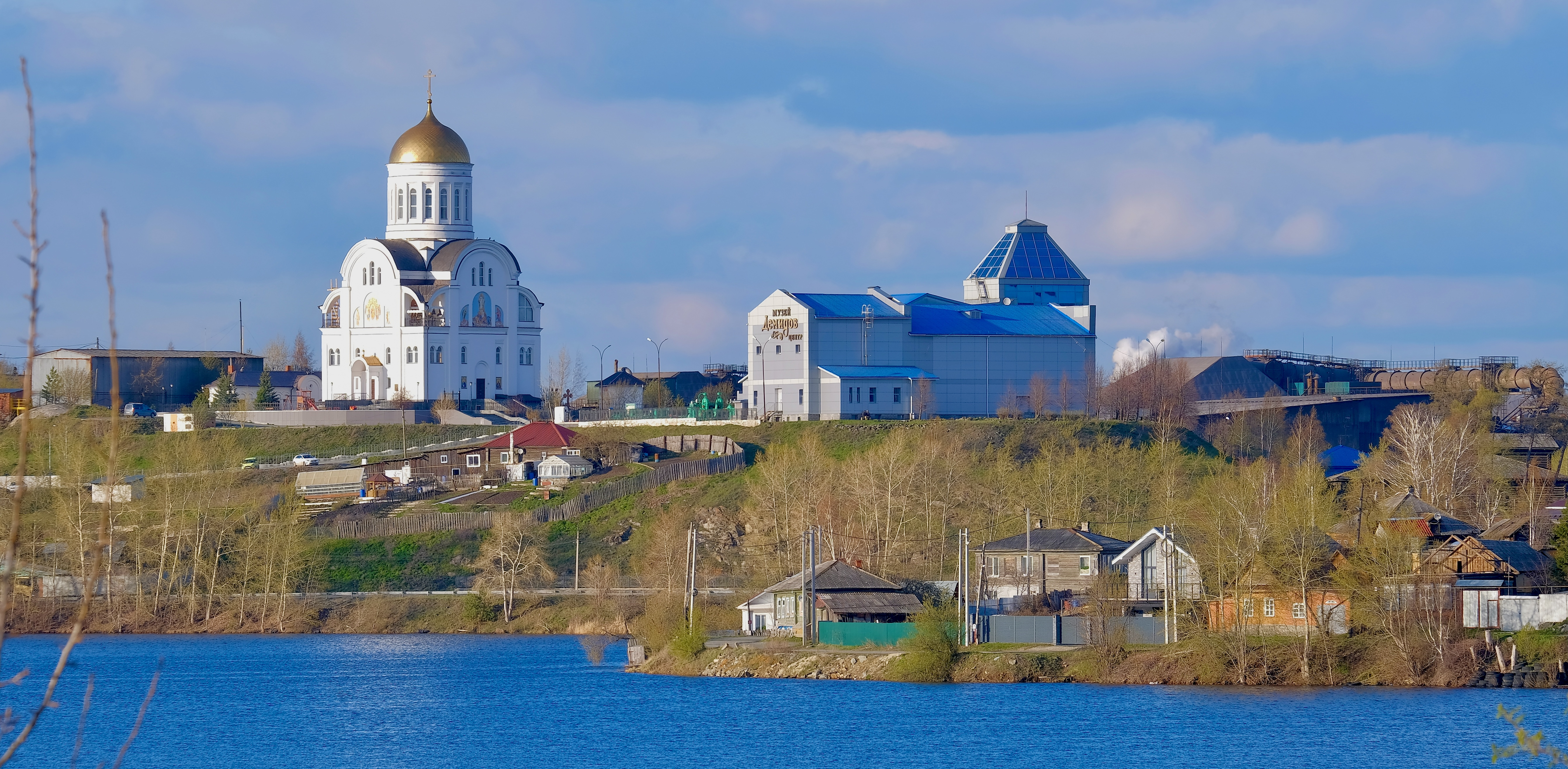
Церковь Архангела Михаила и музей Демидов-центр
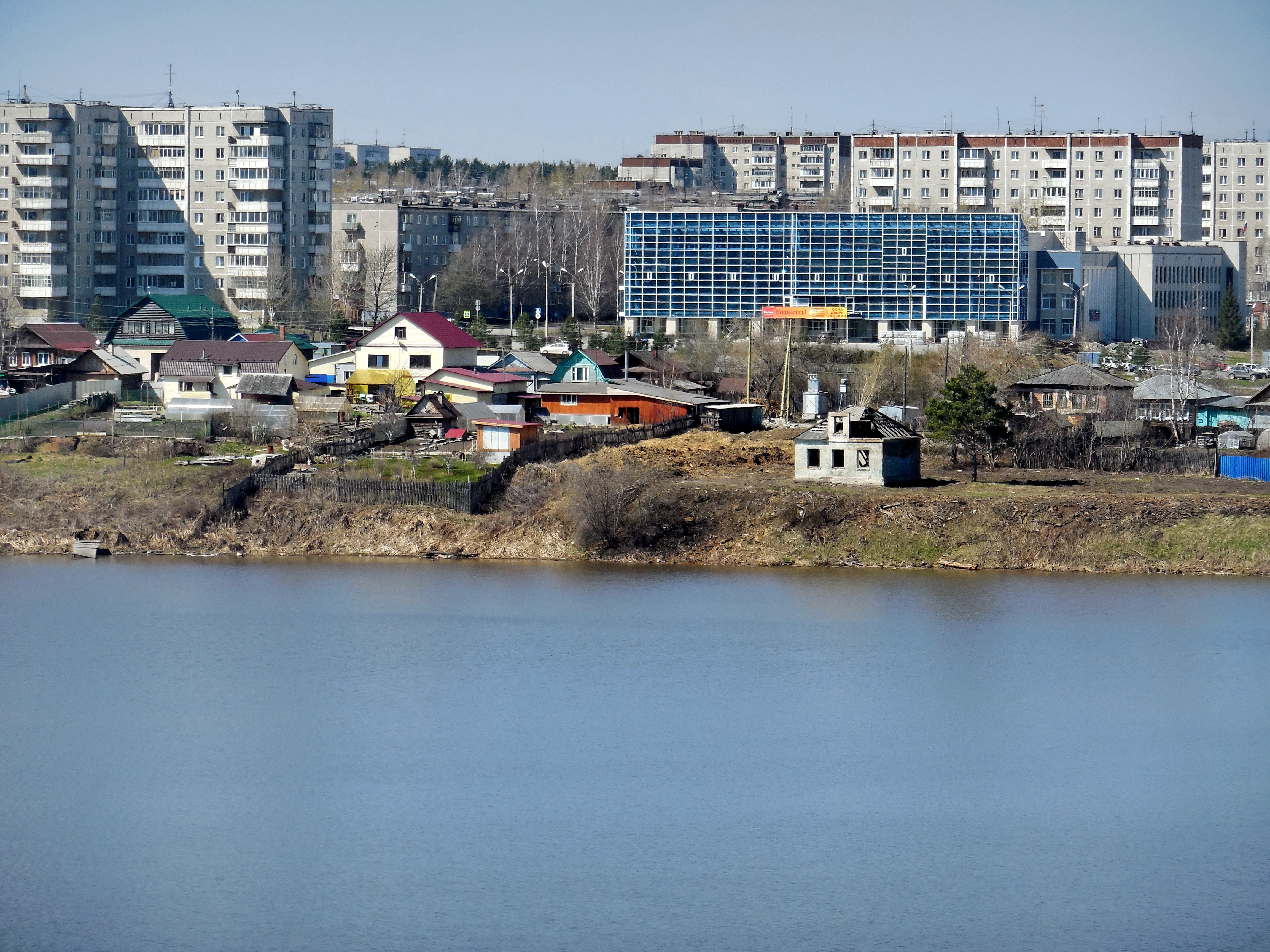
Жилые дома у пруда
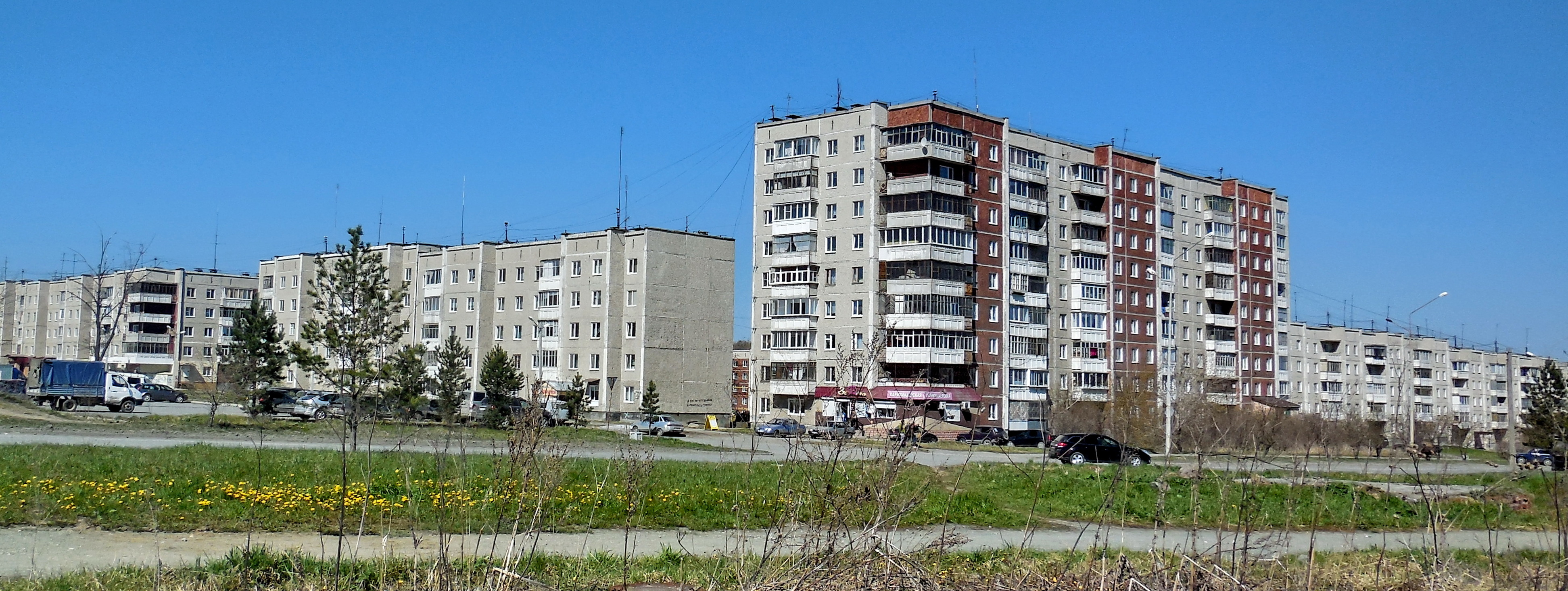
Перекрёсток улиц Мира и Павла Зыкина
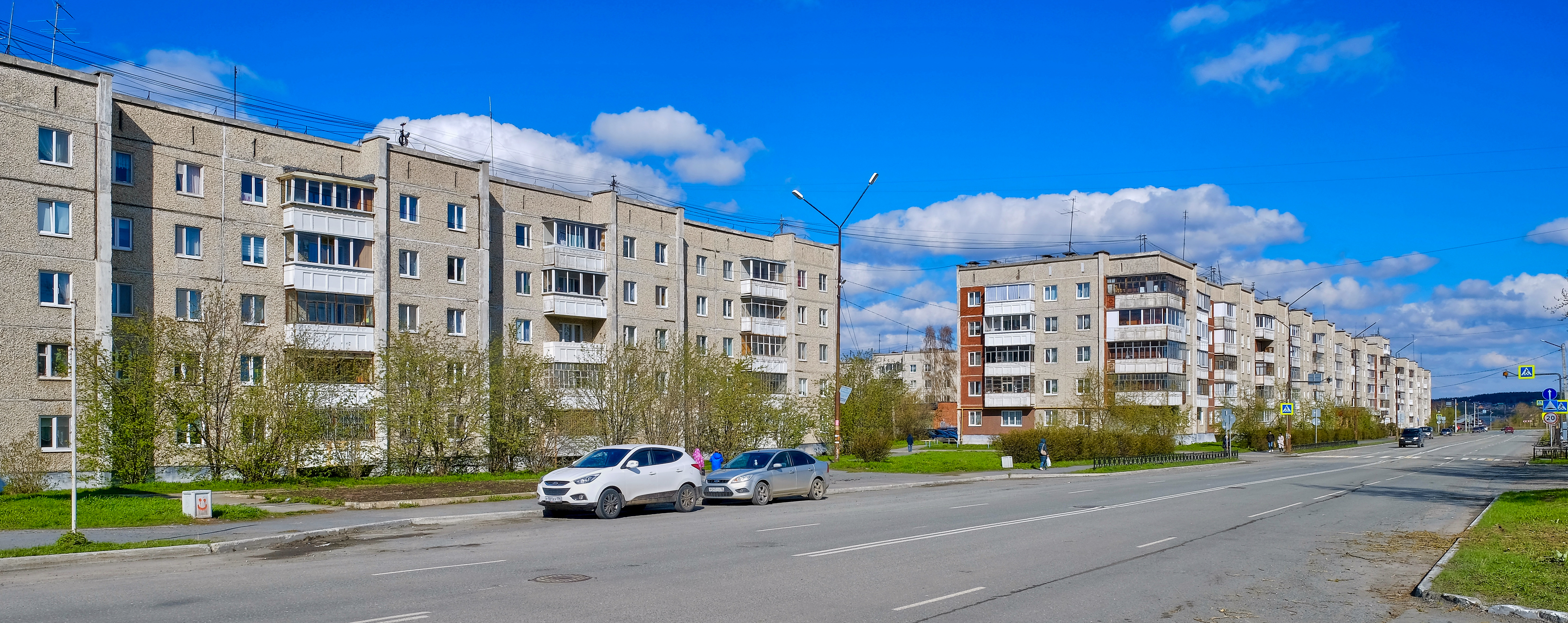
Улица Мира
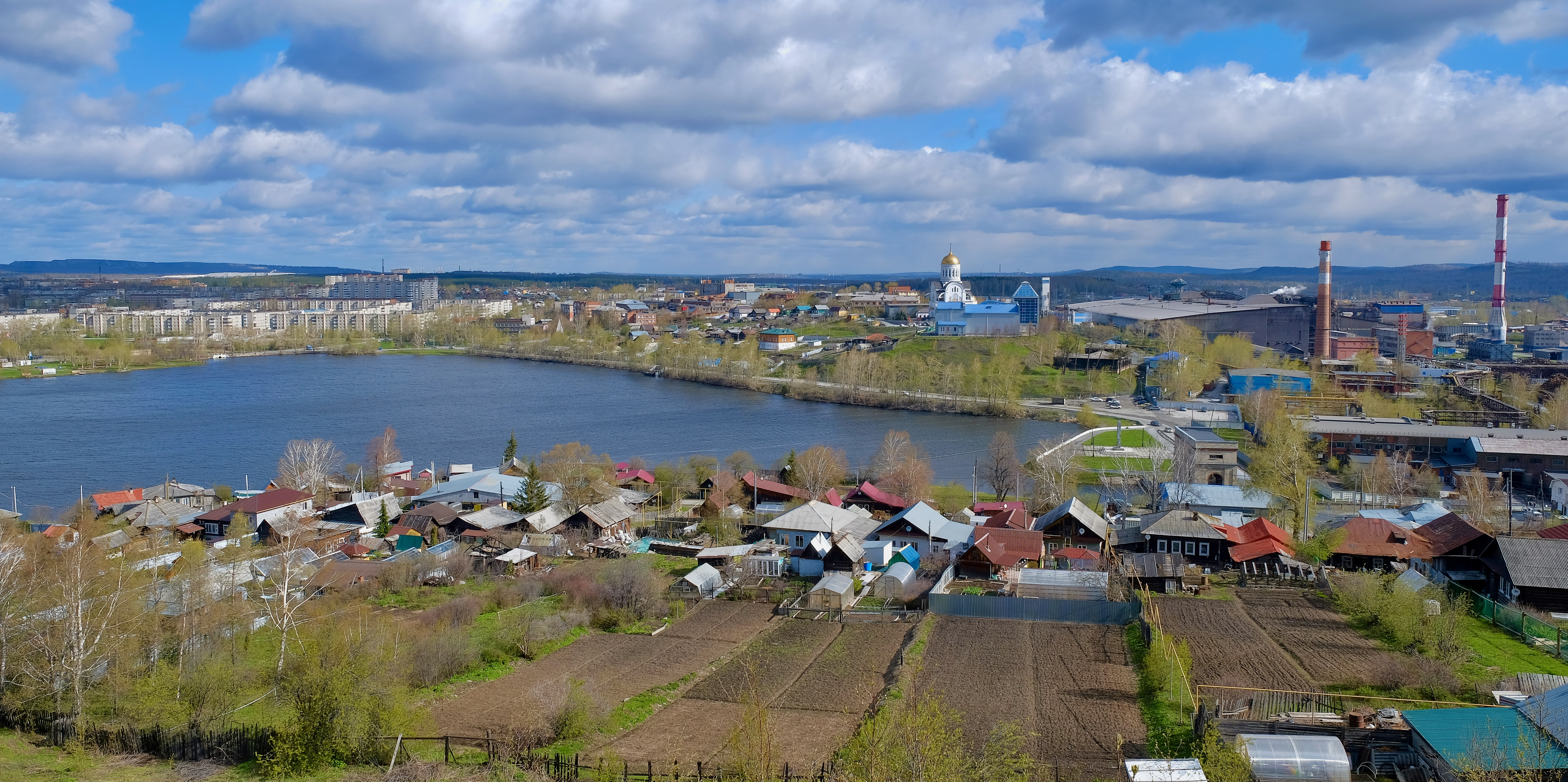
Вид с Лысой горы на северную часть пруда и завод